# タンペレーン・パロ・ヴェイコト
タンペレーン・パッロ＝ヴェイコト（Tanpereen Pallo-Veikot）は、フィンランドの南西部、西スオミ州、ピルカンマー県の都市タンペレに本拠地を置くサッカークラブである。TPVは略称。TPVタンペレとも表記されることがある。

## タイトル

### 国内タイトル
- ヴェイッカウスリーガ:1回

1994
- カッコネン:1回

2006

### 国際タイトル
- なし

## 現所属メンバー
注：選手の国籍表記はFIFAの定めた代表資格ルールに基づく。
| No. | Pos. |              | 選手名                     |
| --- | ---- | ------------ | -------------------------- |
| 1   | GK   | フィンランド | ミッコ・クルーティ         |
| 2   | MF   | フィンランド | キンモ・ラハティ           |
| 3   | DF   | フィンランド | リスト・ヴィヒネン         |
| 4   | DF   | フィンランド | ヤルッコ・ヴェサプイスト   |
| 5   | DF   | フィンランド | トンミ・スメートス         |
| 6   | DF   | フィンランド | ミカ・リンドルース         |
| 7   | MF   | フィンランド | アブドゥルハキン・ムフムド |
| 8   | FW   | シエラレオネ | モハメド・コロマ           |
| 9   | FW   | フィンランド | ルディ・ディエテル         |
| 10  | MF   | フィンランド | セルイェイ・コルスノフ     |
| 11  | MF   | フィンランド | テロ・インタラ             |
| 12  | GK   | フィンランド | ヤニ＝ペッテリ・ソイニネン |
| 13  | FW   | フィンランド | ミカ・アホネン             |
| 15  | DF   | フィンランド | ヴィリ＝アッテ・マキネン   |

| No. | Pos. |              | 選手名                   |
| --- | ---- | ------------ | ------------------------ |
| 17  | MF   | フィンランド | テーム・ソンネ           |
| 18  | MF   | フィンランド | ヴァルッテリ・カピュアホ |
| 19  | MF   | フィンランド | テッポ・シュルヤネン     |
| 20  | MF   | フィンランド | ユス・カルヴォネン       |
| 21  | DF   | フィンランド | マティアス・サッリラ     |
| 22  | FW   | フィンランド | パーヴォ・ナユッキ       |
| 23  | MF   | フィンランド | サム・ヨケラ             |
| 25  | DF   | フィンランド | ユホ・マッティラ         |
| 26  | DF   | フィンランド | トゥーッカ・コルペラ     |
| 28  | DF   | フィンランド | ユッシ・ペルットゥラ     |
| 29  | MF   | フィンランド | アレクシ・ピュルッコネン |
| 30  | GK   | フィンランド | トゥオマス・マユリ       |
| 52  | GK   | フィンランド | アンッティ・ペルトネン   |

## 過去の成績
- 2002 カッコネン・西部 1位
- 2003 カッコネン・西部 2位
- 2004 カッコネン・西部 2位
- 2005 カッコネン・東部 2位
- 2006 カッコネン・グループB 1位 昇格
- 2007 ウッコネン 11位
- 2008 ウッコネン 9位
- 2009 ウッコネン 11位
- 2010 ウッコネン 12位 降格
- 2011 カッコネン・グループB 9位
- 2012 カッコネン・西部 6位
- 2013 カッコネン・西部 2位
- 2014 カッコネン・西部 4位

## 歴代所属選手
- トニ・カリオ 1996-1999